# Tremelimumab
Tremelimumab (trước đây là ticilimumab, CP-675,206) là một kháng thể đơn dòng hoàn toàn của người chống lại CTLA-4. Nó là một công cụ chặn điểm kiểm soát miễn dịch. Trước đây được phát triển bởi Pfizer, hiện đang được MedImmune, một công ty con thuộc sở hữu của AstraZeneca.  Nó đã được trải qua thử nghiệm trên người để điều trị các bệnh ung thư khác nhau nhưng không đạt được sự chấp thuận cho bất kỳ.

## Cơ chế hoạt động
Tremelimumab nhằm mục đích kích thích một cuộc tấn công hệ thống miễn dịch vào các khối u. Tế bào lympho T tế bào lympho T (CTL) có thể nhận biết và tiêu diệt các tế bào ung thư. Tuy nhiên, cũng có một cơ chế ức chế (điểm kiểm tra miễn dịch) làm gián đoạn sự phá hủy này. Tremelimumab tắt cơ chế ức chế này và cho phép CTL tiếp tục tiêu diệt các tế bào ung thư. Đây là phong tỏa điểm kiểm tra miễn dịch.
Tremelimumab liên kết với protein CTLA-4, được biểu hiện trên bề mặt tế bào lympho T hoạt hóa và ức chế sự tiêu diệt tế bào ung thư. Khối Tremelimumab các ràng buộc của các tế bào trình diện kháng nguyên ligand B7.1 và B7.2 ức chế tuyến yên để CTLA-4, dẫn đến ức chế B7-CTLA-4 qua trung gian kích hoạt tế bào T; sau đó, B7.1 hoặc B7.2 có thể tương tác với một protein thụ thể bề mặt tế bào T khác, CD28, dẫn đến việc kích hoạt tế bào T qua trung gian B7-CD28 không bị ức chế bởi ức chế qua trung gian B7-CTLA-4.
Không giống như Ipilimumab (một loại kháng thể đơn dòng chống CTLA-4 hoàn toàn khác của con người), đó là một kiểu mẫu IgG 1, tremelimumab là một kiểu mẫu IgG2.

## Các thử nghiệm lâm sàng

### Khối u ác tính
Các nghiên cứu lâm sàng giai đoạn 1 và 2 trong u ác tính di căn cho thấy một số phản ứng. Tuy nhiên, dựa trên phân tích tạm thời sớm của dữ liệu pha III, Pfizer đã chỉ định tremelimumab là một thất bại và chấm dứt thử nghiệm vào tháng 4 năm 2008 
Tuy nhiên, trong vòng một năm, các đường cong sinh tồn cho thấy sự tách biệt giữa các nhóm điều trị và kiểm soát.  Các tiêu chí đánh giá đáp ứng thông thường trong khối u rắn (RECIST) có thể thể hiện không đúng các ưu điểm của liệu pháp miễn dịch. Các thử nghiệm liệu pháp miễn dịch sau đó (ví dụ ipilimumab) đã sử dụng Tiêu chí đáp ứng liên quan đến miễn dịch (irRC).

### U trung biểu mô
Mặc dù được chỉ định vào tháng 4 năm 2015 là tình trạng thuốc mồ côi trong ung thư trung biểu mô, tremelimumab đã thất bại trong việc cải thiện tuổi thọ trong thử nghiệm DETBINE giai đoạn IIb, đánh giá thuốc là phương pháp điều trị thứ hai hoặc thứ ba trong điều trị u trung biểu mô không thể phát hiện được.

### Ung thư phổi không phải tế bào nhỏ
Trong một thử nghiệm giai đoạn III, AstraZeneca đã kết hợp tremelimumab với chất ức chế PD-L1, durvalumab, để điều trị ung thư phổi không phải tế bào nhỏ đầu tiên. Thử nghiệm được tiến hành trên 17 quốc gia và vào tháng 7 năm 2017, AstraZeneca tuyên bố rằng họ đã không đáp ứng được mục đích chính là sống sót không tiến triển.